# Piotr Kott
Piotr Kott – polski trębacz jazzowy i big beatowy.

## Kariera muzyczna
W 1957 roku muzyk związał się z Zespołem Jazzowym pod dyr. Zygmunta Wicharego, nagrywając m.in. z Bogusławem Wyrobkiem, Katarzyną Bovery, czy Elisabeth Charles. Odszedł na początku 1964 roku, po czym związał się z grupą Czarne Koty, z którą również nagrywał. W 1969 roku trębacz wszedł w skład zespołu perkusisty Władysława Jagiełły – w którym oprócz niego i lidera, grali także: Piotr Puławski (gitara), Zbigniew Bernolak (gitara basowa), Zbigniew Namysłowski (saksofon altowy) i Stanisław Cieślak (puzon). W latach 70. był m.in. muzykiem sesyjnym uczestniczącym w nagraniach zespołu ABBA.

## Wybrana dyskografia

### Z zespołem Jazzowym Zygmunta Wicharego
- 1960: Bogusław Wyrobek – Diana (EP Pronit)
- 1961: First In Line (EP Pronit)
- 1961: Dixieland, swing and rock (LP Muza)
- 1961: Summertime (LP Pronit)
- 1962: Bogusław Wyrobek – Twist Around The Clock (EP Muza)
- 1991: Różni wykonawcy – Złote Lata Polskiego Beatu 1959-61 (LP/MC Muza)
- 2000: Bogusław Wyrobek – Legenda (CD Muza)
- 2010: Różni wykonawcy – Był Rock and Roll (CD Muza)
- 2012: Bogusław Wyrobek – Legenda rock and rolla (CD Muza)
- 2012: Zygmunt Wichary i jego soliści (2xCD Muza)

### Z zespołem Czarne Koty
? – Hiszpańska pchła (EP Pronit)

### Z zespołem Dixieland Society
- 1990: Inspiration (LP Muza)[5]